# Бојана Бојанић
Бојана Бојанић (Вуковар, 14. јун 1994) јесте српска манекенка и прва пратиља избора за Мис Србије 2015. године.

## Биографија
Бојана је рођена у Вуковару 1994. године, али се са породицом преселила у Нови Сад, где проводи детињство. Бојанина мајка ради у МУП-у Србије, а отац јој је један од српских хероја, Славомир Бојанић, припадник САЈ-а, који је пореклом из Прибоја и који је 1998. године погинуо на Косову.
Почиње да се бави манекенством 2010. године, убрзо почиње да ради са лондонском агенцијом „Саша моделс” и наступа на ревијама ревије у Измиру, Истанбулу, Дубаију итд.
Учествовала је у филму "Брзи и жестоки 7", који је сниман у Абу Дабију.
Бојана је 9. септембра 2015. године учествовала на избору за Мис Војводине. Освојила је титулу најлепше девојке, постала заштитно лице овог голф центра, добила стипендију за пуно студирање на Р&Б колеџу, као и пласман у финале избора за Мис Србије.
Бојана се 2016. године појавила у улози модела у спотовима Шакe Полументе за песме „Памук” и „Хеј, то, то”.
Бојана је 2017. године дипломирала на Факултету за безбедност и криминологију у Новом Саду, тема њеног дипломског рада била је „Тешко убиство – теоријски аспекти и студија случаја”.
Она се 12. октобра 2017. године такмичила на такмичењу Мис Србије и проглашена је за прву пратиљу, а тиме постала српска представница на такмичењу Мис универзума. Међутим, Бојана је повредила је руку на Копаонику, што ју је спречило да учествује на такмичењу. Агенција МисЈУ одлучила је да Бојани пружи прилику да представља своју земљу 2018. године на истом избору.
На 46. избору за Мис Интерконтинентала, који је одржан 24. јануара 2018. године у Хургади, Бојана се пласирала међу 15 најлепших девојака тог избора.